# د سینز او دای بیلاود
د سینز او دای بیلاود (به انگلیسی: The Sins of Thy Beloved) گروهٔ موسیقی دث-دوم/گوتیک متال اهل برینا، نروژ می‌بود که در سال ۱۹۹۶ به‌وجود آمد.